# Keppelové
Keppel je jméno anglického šlechtického rodu nizozemského původu. Do Anglie přesídlili s Vilémem Oranžským za slavné revoluce v roce 1688, od roku 1697 jim náleží titul hrabat z Albemarle. V několika generacích během 18. a 19. století vzešla z rodu řada významných osobností v politice, armádě a námořnictvu, zastávali také vysoké funkce u dvora. V Anglii vlastnili sídla v hrabstvích Norfolk a Suffolk. Současným představitelem rodu je průmyslový a grafický designér Rufus Arnold Keppel, 10. hrabě z Albemarle (*1965), známý pod jménem Rufus Albemarle.

## Historie

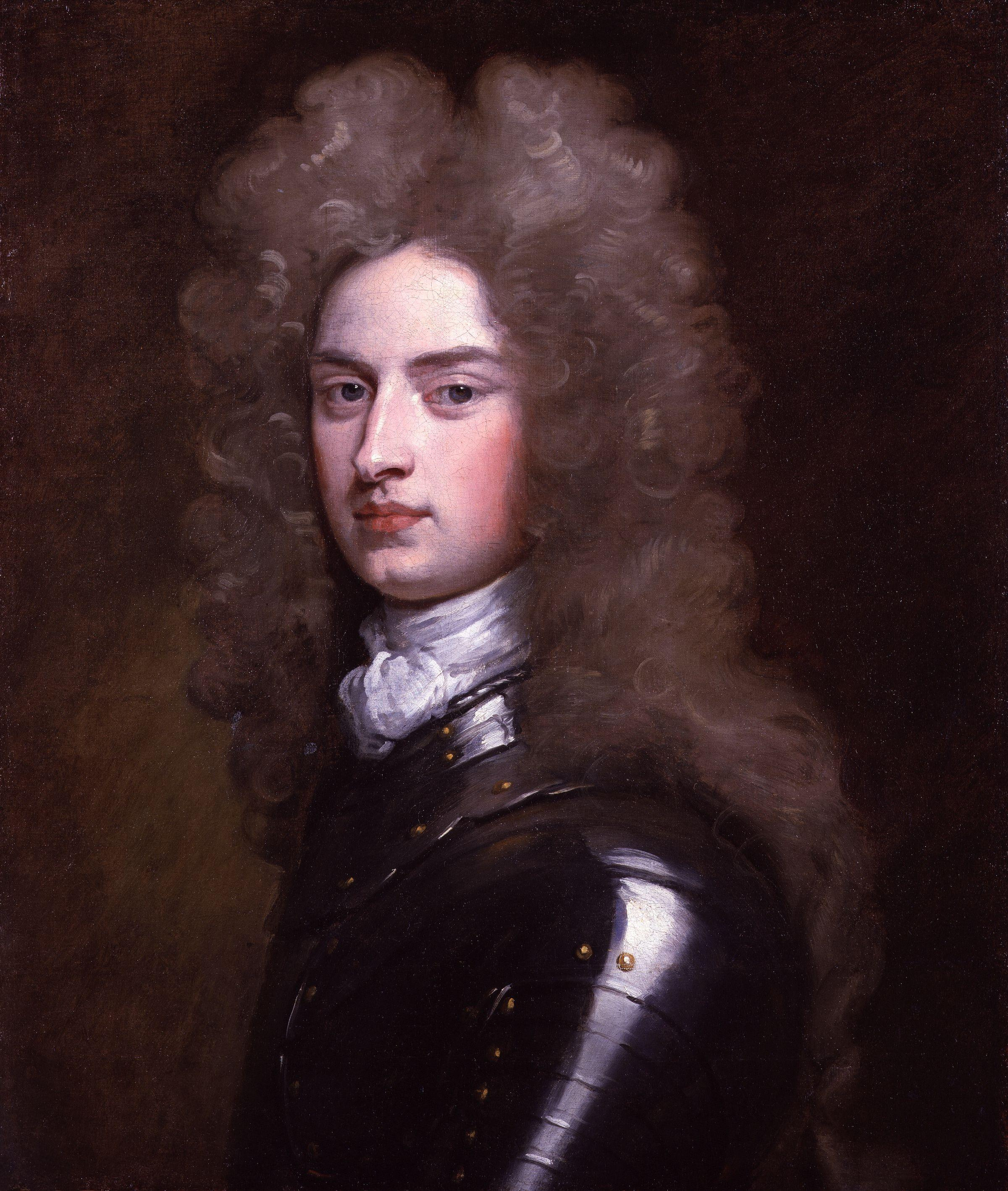
Arnold Keppel, 1. hrabě z Albemarle (1670-1718), nizozemský a anglický vojevůdce a dvořan, zakladatel rodu hrabat z Albemarle

V nizozemské provincii Gelderland se Keppelové připomínají již ve 12. století (Walter Keppel, 1179), v následujících staletích získali statky a podíleli se na správě regionu. Vzestup rodu je spojen s osobností Arnolda Keppela (1670-1718), který se v doprovodu Viléma Oranžského zúčastnil Slavné revoluce a po králově boku zaujal přední pozice u dvora. V roce 1697 získal anglický titul hraběte z Albemarle. Po smrti Viléma III. se sice vrátil do Nizozemí, kde také zemřel, jeho jediný syn William (1702-1754) ale opět působil ve službách Británie. V generaci jeho čtyř synů si Keppelové udrželi prestižní postavení v britské aristokratické společnosti a dosáhli vysokých postů v politice, armádě, námořnictvu a církvi. V 19. a 20. století zastávali Keppelové již jen nižší funkce u dvora, z rodu ale vzešlo ještě několik významných námořních důstojníků (admirál Sir Henry Keppel, admirál Sir Colin Keppel). K přímému potomstvu dvořana a důstojníka 7. hraběte z Albemarle patří vévodkyně Camilla a také Judith Keppel (*1942), první milionářka z televizní soutěže Chcete být milionářem?

## Rodová sídla

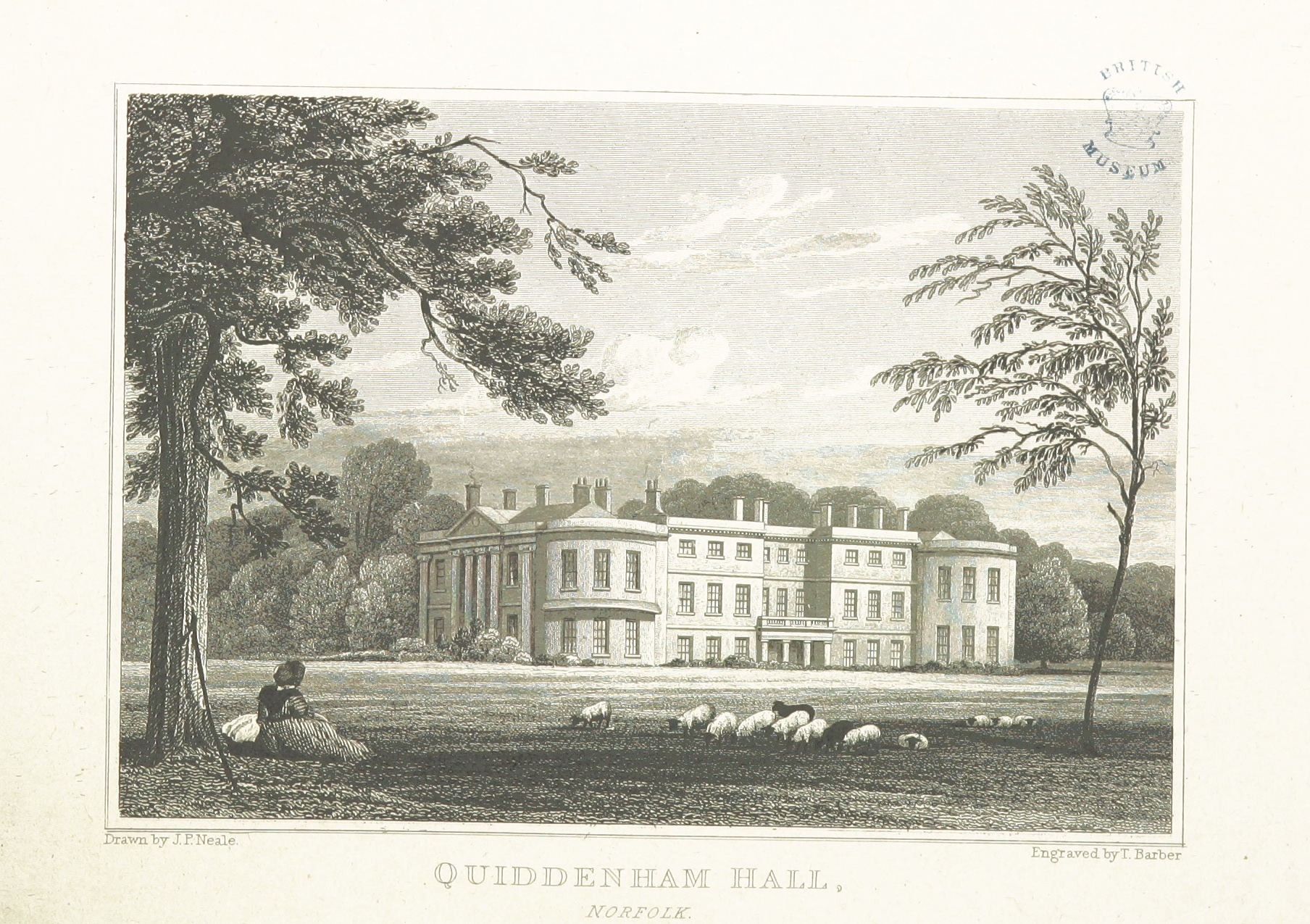
Zámek Quidenham Hall, Norfolk, hlavní sídlo hrabat z Albemarle 1762-1948

Generál 3. hrabě z Albemarle koupil v roce 1762 za 63 000 liber zámek Quidenham Hall (Norfolk), který se stal hlavním rodovým sídlem na bezmála 200 let (v roce 1948 jej Keppelové přenechali řádu karmelitánek pro zřízení kláštera, dnes funguje jako hospic pod patronátem vévodkyně z Cambridge). Admirál Augustus Keppel koupil v roce 1768 panství Elveden Hall (Suffolk), jeho příbuzní toto sídlo prodali v roce 1813. V hrabství Norfolk byl dalším sídlem Keppelů v letech 1806-1912 zámek Lexham Hall.
V 18. století byly po několika členech rodu pojmenovány geografické lokality v různých částech světa (Albemarle County, Great Keppel Island).

## Osobnosti
- Arnold Keppel, 1. hrabě z Albemarle (1670-1718), nizozemský a anglický vojevůdce, dvořan, 1697 hrabě z Albemarle

- William Keppel, 2. hrabě z Albemarle (1702-1754), britský generál, diplomat a dvořan

- George Keppel, 3. hrabě z Albemarle (1724-1772), britský generál, politik a dvořan

- Augustus Keppel, 1. vikomt Keppel (1725-1786), admirál, první lord admirality 1782-1783

- William Keppel (1727-1782), generál, vrchní velitel v Irsku 1773-1775

- Frederick Keppel (1728-1777), biskup v Exeteru 1762-1777

- Sir William Keppel (1759-1834), generál

- William Keppel, 4. hrabě z Albemarle (1772-1849), nejvyšší lovčí a nejvyšší štolba Velké Británie

- George Keppel, 5. hrabě z Albemarle (1799-1891), generál, dvořan, spisovatel

- Henry Keppel (1809-1904), admirál

- William Keppel, 7. hrabě z Albemarle (1832-1894), politik, dvořan, důstojník

- Sir Colin Keppel (1862-1947), admirál